# Coelogyne gibbifera
Coelogyne gibbifera é uma espécie de orquídea epífita, família Orchidaceae, originária de Borneu.